# Le Voyage de Mosca
Le Voyage de Mosca (titre original : Fly by Night) est un roman d'aventures écrit par Frances Hardinge paru en 2005 puis traduit en français et publié aux éditions Gallimard Jeunesse en 2006.

## Résumé
Mosca, une jeune fille de ferme, s'enfuit de chez elle accompagnée par son oie Sarasin pour élucider le mystère de ses origines. Adjointe au fameux escroc et beau-parleur Eponyme Clent, elle va parcourir les chemins jusqu'à la cité de Mandelion, où le groupe sera pris au cœur d'une série de complots qu'il leur faudra déjouer ou au contraire encourager pour avancer dans leurs recherches de la vérité.